# Créchy
 Créchy  là một xã ở tỉnh Allier thuộc miền trung nước Pháp.